# Claude-Hélène Perrot
Claude-Hélène Perrot (Lembach, Bajo Rin; 13 de septiembre de 1928-París, 16 de julio de 2019) fue una historiadora y africanista francesa, profesora de historia africana contemporánea en la Universidad Panthéon-Sorbonne de 1983 a 1993 y especialista en la historia de Costa de Marfil.

## Biografía
Claude-Hélène Perrot nació en Alsacia, en una familia de Franco Condado. Los traslados profesionales de su padre, empleado de 'Eaux et forêts', hacen vivir a la familia en Orleans, en Lot, luego en París. Ella es la hermana del resistente François Perrot. Se licenció en Historia y Geografía en la Sorbona en 1950 y después de obtener el CAPES, se convirtió en maestra de educación secundaria, en Cholet y Coulommiers, de 1955 a 1961. Descubrió África durante un viaje a Senegal, al final del cual se matriculó en la École Pratique des Hautes Etudes, donde siguió las lecciones de Roger Bastide y Georges Balandier. Trabaja en los archivos de la Sociedad Evangélica Misionera de París y prepara una tesis sobre el rey Sotho Moshoeshoe I, apoyada por la Sorbona en 1963 y se publica en 1970 bajo el título Les Sotho et les Missionnaires européens au XIXe siècle.
Fue directora de investigación en Costa de Marfil y después en 'École des lettres d'Abidjan, actual Universidad Félix Houphouët-Boigny hasta 1971. Fue secundada al CNRS en París de 1971 a 1973. En 1973, fue nombrada profesora en la Universidad Paris 1. Apoya en 1978 una tesis doctoral titulada Les Anyi-Ndenyé et le pouvoir politique aux XVIIIe et XIXe siècles en la Universidad de París V Descartes y publicado bajo el mismo título en 1984. Luego, en 1983, fue elegida profesora en la Universidad de París 1. Se retiró de la academia en 1993, mientras continuaba dirigiendo un seminario universitario y viajando a Costa de Marfil como conferenciante.
Perteneció al Comité de Vigilancia frente a los usos públicos de la historia.

## Investigación y actividades editoriales.
Sus principales áreas de investigación se refieren a la historia de los akan de Costa de Marfil y Ghana antes de la colonización, principalmente el Anyi y el Eotile ; el uso de fuentes orales por los historiadores; relaciones entre religiones africanas y poder político. Su libro Les Anyi-Ndenyé et le pouvoir politique aux XVIIIe et XIXe siècles fue reeditado en 2014 en Abiyán.

## Obras
- Les Sothos et les missionnaires européens, Annales de l'université d'Abidjan, série F, tome 2/1, Impr. Darantière, Dijon, 1970, 192 p.
- Les Anyi-Ndényé et le pouvoir aux 18e et 19e siècles, Publications de la Sorbonne, 1982.
- « Les Missionnaires français et la construction d'un État. Le Lesotho au temps d'Eugène Casalis », in Daniel C. Bach (dir.), La France et l'Afrique du sud. Histoire, mythes et enjeux contemporains, Karthala, 1990, p. 111-132.[8]
- (dir.) Lignages et territoire en Afrique aux XVIIIe et XIXe siècles. Stratégies, compétition, intégration, Khartala, 2000
- Les Éotilé de Côte d'Ivoire aux XVIIIe et XIXe siècles. Pouvoir lignager et religion, Publications de la Sorbonne, 2008, coll. « Homme et société », 272 p.,[9]

## Homenajes y distinciones
- Premios académicos.
- Comandante de la Orden Nacional del Mérito Cultural de Costa de Marfil.
- Una colección de mezclas titulada Entre discurso y escritura : contribuciones a la historia de África en homenaje a Claude-Hélène Perrot, dirigida por Monique Chastanet y Jean-Pierre Chrétien está dedicada a él, en 2008.[10]